# Perisphinctes
Genre
Espèces de rang inférieur
- P. abadiensis
- P. arussiorum
- P. birmensdorfensis
- P. choffati
- P. gallarum
- P. hillebrandti
- P. jubailensis
- P. parandieri
- P. picteti
- P. roubyanus
- P. stenocyclus
- P. variocostatus (espèce type)

Perisphinctes est un genre fossile d'ammonites.

## Classification
Le genre Perisphinctes est décrit en 1869 par Wilhelm Heinrich Waagen

### Fossiles
Ils ont vécu pendant les époques du Jurassique moyen à supérieur et servent de fossile index pour cette période.

### Étymologie
L'espèce P. boweni a été nommée d'après le chimiste et géologue anglais E.J. Bowen (1898–1980).

## Distribution
Des coquilles d'espèces appartenant à ce genre ont été trouvées dans le Jurassique de l'Antarctique, en Argentine, au Chili, à Cuba, en Égypte, en Éthiopie, en France, en Allemagne, en Hongrie, en Inde, en Iran, en Italie, au Japon, à Madagascar, en Pologne, au Portugal, en Russie, en Arabie saoudite, en Espagne, en Suisse, au Royaume-Uni et au Yémen.

## Espèces
- †P. abadiensis Choffat, 1893
- †P. arussiorum Dacque, 1905
- †P. birmensdorfensis Moesch, 1867
- †P. choffati Dacque, 1905
- †P. filiplex Quenstedt, 1888
- †P. gallarum Dacque, 1905
- †P. hillebrandti Parent, 2006
- †P. jubailensis Arkell, 1952
- †P. parandieri De Loriol, 1903
- †P. picteti de Loriol, 1898
- †P. roubyanus Fontannes, 1879
- †P. stenocyclus Fontannes, 1879
- †P. variocostatus Buckland, 1836 (espèce type)[6],[5]

## Galerie

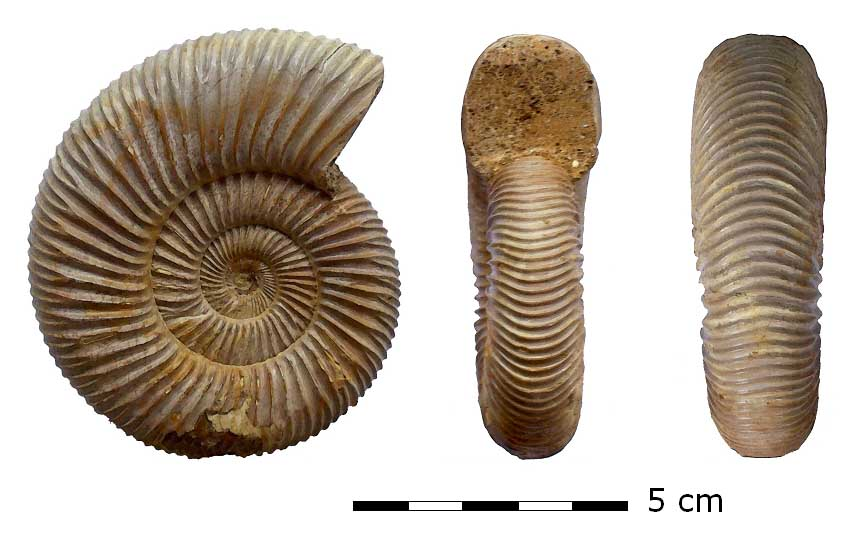
Perisphinctes virguloides
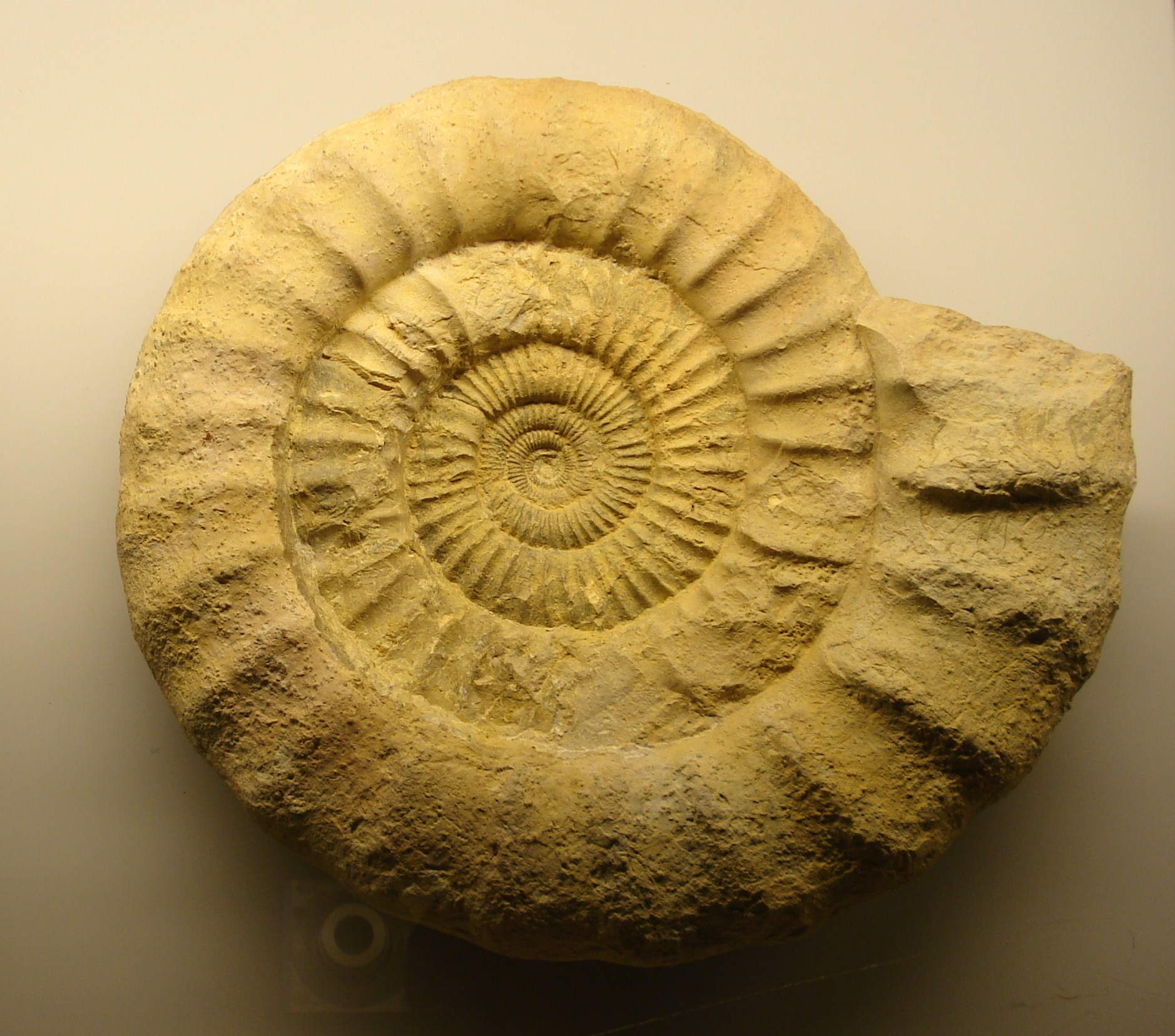
Perisphinctes choffati
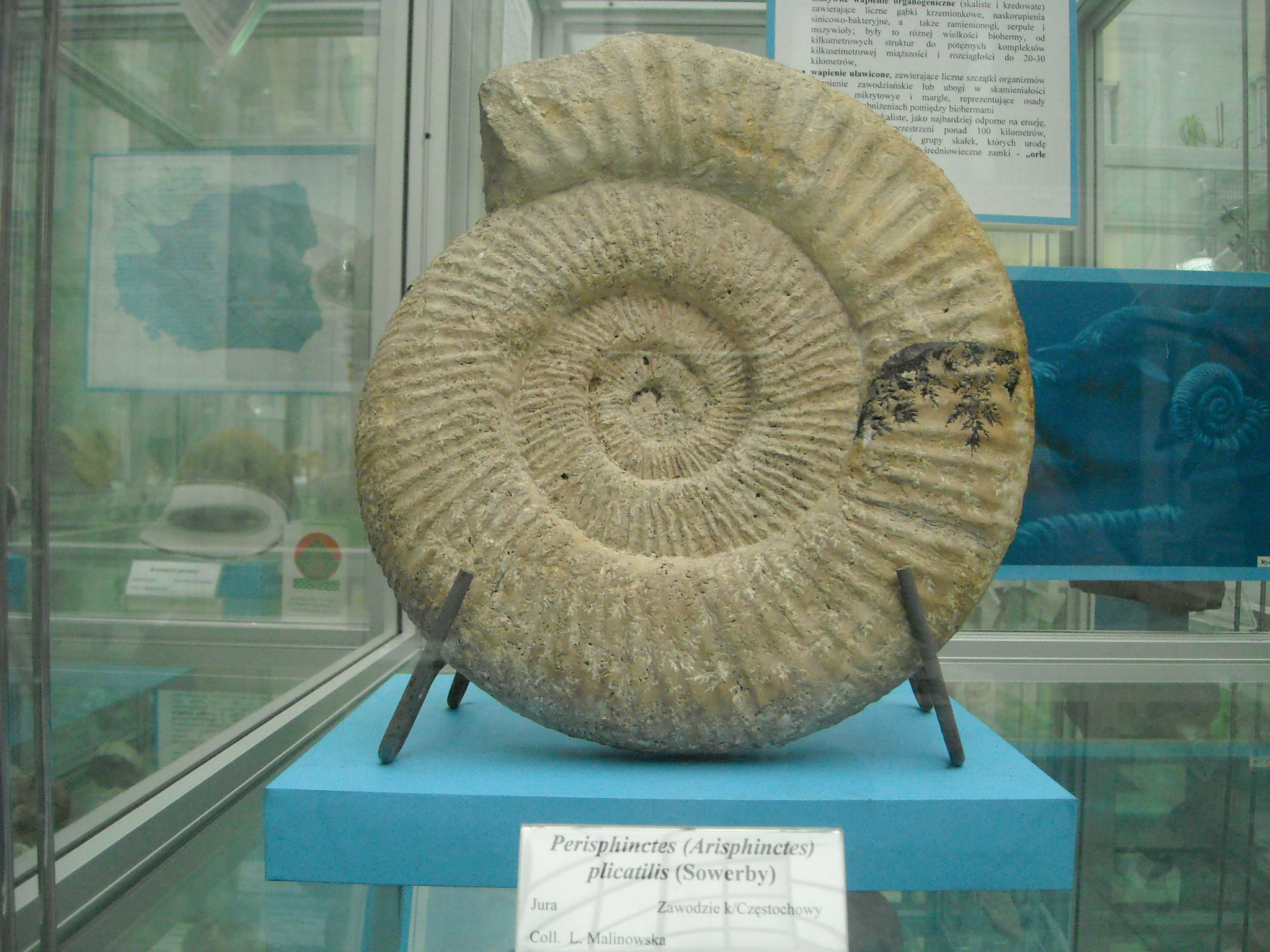
Perisphinctes plicatilis
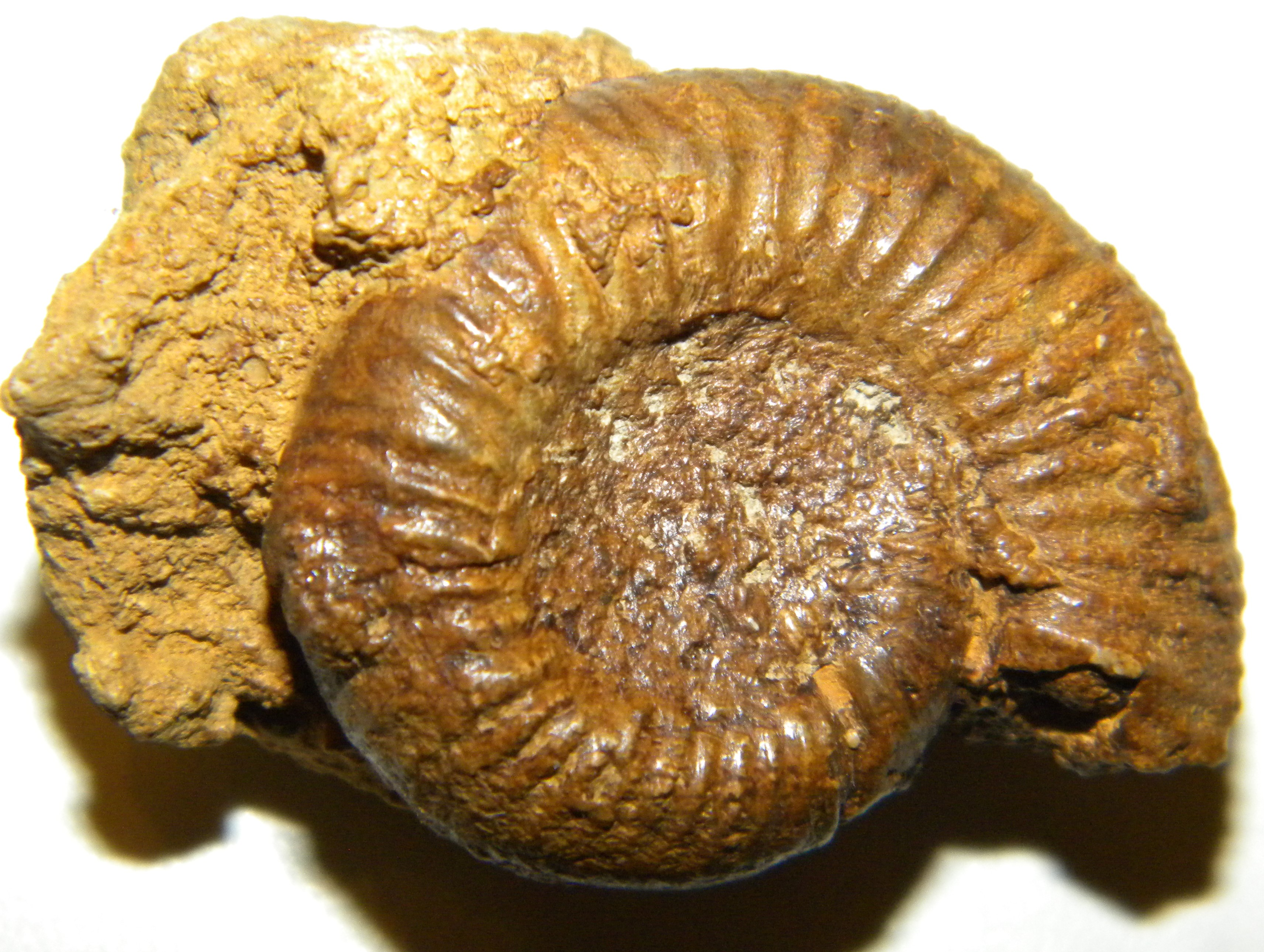
Perisphingtes oxfordien